# Arrondissement Redon
Arrondissement Redon je správní územní jednotka ležící v departmentu Ille-et-Vilaine v regionu Bretaň ve Francii. Člení se dále na 7 kantonů a 53 obcí.

## Kantony
- Bain-de-Bretagne
- Grand-Fougeray
- Guichen
- Le Sel-de-Bretagne
- Maure-de-Bretagne
- Pipriac
- Redon